# Arsène Lupin contre Herlock Sholmès
Cet article possède un paronyme, voir Sherlock Holmes contre Arsène Lupin.
Arsène Lupin contre Herlock Sholmès est un recueil de deux histoires écrites par Maurice Leblanc, sur les aventures opposant Arsène Lupin et Herlock Sholmès. Il fait suite à la dernière nouvelle du recueil Arsène Lupin, gentleman-cambrioleur : Herlock Sholmes arrive trop tard.
Les deux histoires sont publiées pour la première fois à partir de novembre 1906 dans le journal Je sais tout, sous le titre Les Nouvelles Aventures d’Arsène Lupin.  Le volume sort le 10 février 1908 avec les deux histoires modifiées (l'épilogue notamment). Une autre édition paraît en 1914 avec de nouvelles modifications.
Herlock Sholmès est une copie transparente du héros de Conan Doyle, Sherlock Holmes, qui en 1906, connaît déjà un très grand succès en France, ses aventures étant publiées depuis 1902.  L'historien des arts et musicologue Jean-Yves Patte rapporte, dans le livret accompagnant le livre audio La Demeure mystérieuse publié aux éditions Frémeaux & Associés, une rumeur selon laquelle Pierre Lafitte, éditeur de Maurice Leblanc, lui aurait un jour dit, pour l'encourager : « Vous serez le Conan Doyle français ».
Cette aventure d'Arsène Lupin, au scénario et au ton humoristiques, tranche avec des œuvres plus sombres de Leblanc.

## Contenu du recueil
Le recueil contient deux récits :
- La Dame blonde, roman, publié dans Je sais tout du 15 novembre 1906 jusqu'au 15 avril 1907 ;
- La Lampe juive, nouvelle, publiée dans Je sais tout du 15 juillet au 15 août 1907.

## Résumé
- La Dame blonde :  Arsène Lupin vole un petit meuble dans lequel se trouve un billet de loterie gagnant. Une Dame blonde est recherchée pour un meurtre rocambolesque puis pour le vol d’un bijou, le diamant bleu. Arsène Lupin est impliqué et Herlock Sholmès le défie.

- La Lampe juive: le baron d'Imblevalle, à qui on a volé une lampe contenant un bijou précieux, fait appel à Herlock Sholmès pour la retrouver. Lupin envoie une lettre au détective, le priant de ne pas intervenir. Sholmès n'en tient aucun compte et se rend à Paris avec Wilson. Il réussit finalement à retrouver la lampe juive mais découvre que son enquête a eu le résultat inverse de celui escompté. Elle a en effet perturbé les plans de Lupin qui voulait en réalité aider la famille du baron.

## Adaptations
- 1910 : Arsène Lupin contre Herlock Sholmès, pièce de théâtre de Victor Darlay et Henry de Gorsse, représentée la première fois au théâtre du Châtelet le 28 octobre 1910, avec Henry Jullien dans le rôle d'Arsène Lupin et Henry Houry dans le rôle de Herlock Sholmès[2].
- 1910 : Arsene Lupin contra Sherlock Holmes, film allemand en cinq épisodes de Viggo Larsen, avec Paul Otto dans le rôle d'Arsène Lupin.
- 1971 : Arsène Lupin contre Herlock Sholmès, épisode 3, saison 1 de la série télévisée Arsène Lupin, réalisé par Jean-Pierre Decourt, avec Georges Descrières dans le rôle d'Arsène Lupin et Henri Virlojeux dans le rôle de Herlock Sholmès.
- 1981 : Lupin Tai Holmes, film d'animation japonais réalisé par Masayuki Akehi.
- 2007 : Sherlock Holmes contre Arsène Lupin, un jeu vidéo d'aventures en point'n'click du studio Frogwares.
- 2015 : Arsène Lupin L’Aventurier, tome 2 du manga de Takashi Morita, édité par Kurokawa.
- 2015 : Undead Girl Murder Farce, roman crossover de multiples univers où Arsène Lupin et Sherlock Holmes s'affrontent sur plusieurs épisodes concernant un vol de diamant[3].

## Anecdote
Dans une nouvelle précédente, Arsène Lupin était opposé à Sherlock Holmes. Cependant, pour des raisons de droits littéraires, le nom de Sherlock Holmes fut transformé en « Herlock Sholmès » dans cette suite, à partir du chapitre III. - Herlock Sholmès ouvre les hostilités apparu dans  Je sais tout no 24 du 15 janvier 1907.